# Пошехонье (местность)
Пошехо́нье — историческая область, местность по берегам реки Шексны (Шехоны), вытекающей из Белого озера и впадающей в Рыбинское водохранилище (до 1946 года — в Волгу). Располагается на территории современных Вологодской и Ярославской областей.
Пошехонье — «местность на реке Шехонь», где Шехонь — одна из форм названия реки Шексна (она же Шокстна, Шохсна, Шехна). Предположительно, гидроним из древнефинно-угорского «дятел» (фин. hähnä «дятел»); в этом же регионе — реки с «птичьими» названиями: Колпь, Ворон, Петух — кальки с дорусских названий.
Значительную часть Пошехонья занимала Мологско-Шекснинская впадина, знаменитая заливными лугами. Кроме того, пошехонские коровы знамениты высокими надоями. Поэтому Пошехонье считалось[кем?] молочной столицей России.

## История
Искони на Пошехонье жили группы финно-угорского племени меря. С конца I тысячелетия эту территорию осваивали славяне. В период феодальной раздробленности и позднее Пошехонье входило в состав Белозерского княжества, а ближе к устью Шексны — Ярославского княжества (позже Московского) и в течение небольшого времени Углицкого.
В 1565 году, когда царь Иван Грозный разделил Русское государство на опричнину и земщину, Пошехонье вошло в состав последней и находилось там до 1569 года.
Пошехонье в царской России считалось символом патриархальности, дремучести. В 1798 году В. С. Березайский издал книгу «Анекдоты древних пошехонцев», в которой собрал и литературно обработал сюжеты о традиционных русских фольклорных дураках и простофилях, аналогичных поздним анекдотам о чукчах. Благодаря этой книге установился тип «весёлого пошехонца», остававшийся популярным в лубочных изданиях до начала XX века. Связь с повестью Березайского прослеживается и в «Пошехонских рассказах» (1883—1884) и «Пошехонской старине» (1887—1889) М. Е. Салтыкова-Щедрина.
В 1946 году Мологско-Шекснинская впадина была затоплена водами Рыбинского водохранилища. Сохранился город Пошехонье на его берегу.